# ライブテープ
『ライブテープ』は、松江哲明監督による2009年の日本のドキュメンタリー映画。

## 概要
2009年の元日に吉祥寺で行われた前野健太によるゲリラライブを撮影したドキュメンタリー映画である。
吉祥寺の八幡神社から、ギターを弾き語りながら歩き、バンドメンバーの待つ井の頭公園のステージで合流し演奏するまでを1カット74分で撮影した。
音楽ライターの磯部涼は「あたりまえに奇跡的な今」を慈しむ前野の哲学が表れていると絶賛している。

## スタッフ
- 監督 - 松江哲明[1]
- 撮影 - 近藤龍人[1]
- 録音 - 山本タカアキ[1]
- 出演 - 前野健太、吉田悠樹、あだち麗三郎、大久保日向、POP鈴木、長澤つぐみ[1][3]

## 受賞
- 第22回東京国際映画祭 日本映画・ある視点部門 作品賞[4]
- 第10回ニッポン・コネクション ニッポン・デジタル賞